# Alichan Šavaev
Alichan Aslanovič Šavaev (in russo Алихан Асланович Шаваев?; Nal'čik, 5 gennaio 1993) è un calciatore russo, centrocampista del KDV Tomsk.

## Carriera
Ha giocato nella massima serie russa.